# یواس‌اس وارد (دی‌دی-۱۳۹)
یواس‌اس وارد (دی‌دی-۱۳۹) (به انگلیسی: USS Ward (DD-139)) یک کشتی بود که طول آن ۳۱۴ فوت ۴ اینچ (۹۵٫۸۱ متر) بود. این کشتی در سال ۱۹۱۸ ساخته شد.